# Mancini (Familienname)
Mancini ist ein von einem Spitznamen abgeleiteter italienischer Familienname.

## Herkunft und Bedeutung
Mancini ist eine Verkleinerungsform von Manco mit der Bedeutung linkshändig.

## Namensträger
- Alberto Mancini (* 1969), argentinischer Tennisspieler
- Alessandro Mancini (* 1975), san-marinesischer Politiker
- Ange Mancini (* 1944), Präfekt von Französisch-Guayana
- Anthony Mancini KGOHS (* 1945), Erzbischof von Halifax-Yarmouth
- Antonio Mancini (1852–1930), italienischer Maler
- Camilla Mancini (* 1994), italienische Fechterin
- Carla Mancini (* 1950), italienische Schauspielerin
- Carmelo Mancini (1824–1902), italienischer Archäologe und Epigraphiker
- Caterina Mancini (1924–2011), italienische Opernsängerin (Sopran)
- Claudio Michele Mancini (* 1945), deutsch-italienischer Autor
- Dave Mancini (* 1952), US-amerikanischer Perkussionist, Musikpädagoge und Komponist
- Dionisio Mancini  (* um 1665; † um 1738), italienischer Maler
- Dominic Mancini (15. Jh.), italienischer Reisender
- Don Mancini (* 1963), US-amerikanischer Drehbuchautor
- Fabio Mancini (* 1987), italienisches Model
- Francesco Mancini (Komponist) (1672–1737), italienischer Kapellmeister und Komponist
- Francesco Mancini (Maler) (1679–1758), italienischer Maler
- Francesco Mancini (Fußballspieler) (1968–2012), italienischer Fußballtorwart
- Giacomo Mancini (Kunstkeramiker) (wirksam 1551–1554), italienischer Kunstkeramiker
- Giacomo Mancini (Politiker, 1916) (1916–2002), italienischer Politiker
- Giacomo Mancini (Politiker, 1972) (* 1972), italienischer Politiker
- Gianluca Mancini (* 1996), italienischer Fußballspieler
- Giulio Mancini (1559–1630), italienischer Arzt, Kunstsammler und Schriftsteller
- Giuseppe Mancini (Erzbischof) (1777–1855), italienischer Erzbischof
- Giuseppe Mancini (Bauingenieur) (* 1947), italienischer Bauingenieur
- Giovanni Battista Mancini (1714–1800), italienischer Sänger und Gesangslehrer
- Grazia Pierantoni-Mancini (1841–1915), italienische Schriftstellerin und Dichterin
- Guido Mancini (Politiker) (1880–1975), italienischer Dozent und Politiker
- Guido Mancini (1924–1963), italienischer Autorennfahrer und Unternehmer
- Hannah Mancini (* 1973), US-amerikanische Sängerin
- Henry Mancini (1924–1994), US-amerikanischer Komponist
- Hortensia Mancini (1646–1699), Herzogin von Mazarin
- Isabelle Mancini (* 1967), französische Skilangläuferin
- Ivo Mancini (1915–2000), italienischer Radrennfahrer
- Laura Mancini (1636–1657), Herzogin von Mercœur
- Laura Beatrice Mancini (1821–1869), italienische Dichterin
- Leone Mancini (1921–2008), italienischer Radioschaffender und Regisseur
- Louis-Jules Mancini-Mazarini (1716–1798), französischer Politiker und Schriftsteller
- Luciano Mancini (* 1953), italienischer Fußballtrainer
- Marcella Mancini (* 1971), italienische Marathonläuferin
- Maria Mancini (1639–1715), Fürstin von Colonna
- Maria Anna Mancini (1649–1714), Herzogin von Bouillon
- Mario Mancini (* 1935), italienischer Kameramann und Regisseur
- Monica Mancini (* 1952), US-amerikanische Jazz-Sängerin
- Olympia Mancini (1639–1708), Gräfin von Soissons
- Pascal Mancini (* 1989), Schweizer Leichtathlet
- Pasquale Stanislao Mancini (1817–1888), italienischer Politiker
- Philippe Mancini (1646–1707), Herzog von Nevers
- Ray Mancini (* 1961), italienisch-US-amerikanischer Boxer
- Roberto Mancini (* 1964), italienischer Fußballspieler und -trainer
- Roberto Mancini (Sänger) (1938–2018), argentinischer Tangosänger, Tangokomponist und Bandleader
- Tito Mancini (1901–1969), italienischer römisch-katholischer Geistlicher, Weihbischof in Ostia und in Porto und Santa Rufina
- Tom Mancini (* 1998), französischer Skilangläufer
- Vagner Mancini (* 1966), brasilianischer Fußballspieler und -trainer
- Vittorio Mancini (Ringer) (* 1936), san-marinesischer Ringer
- Vittorio Mancini (Eishockeyspieler) (* 2002), US-amerikanischer Eishockeyspieler